# فيجي في الألعاب الأولمبية
فيجي في الألعاب الأولمبية تقوم اللجنة الأولمبية الرياضية الوطنية الفيجية بالإشراف في شؤون مشاركة فيجي في الألعاب الأولمبية، شاركت فيجي أول مرة في الألعاب الأولمبية في دورة 1956 في ملبورن في أستراليا، فازت فيجي بأول ميدالية ذهبية في دورة الألعاب الأولمبية الصيفية 2016 في سباعيات الرغبي.